# 대한탁구협회
대한탁구협회는 탁구경기의 진흥과 보급을 통해 국민체력향상 및 국위선양을 도모하기 위하여 1999년 4월 12일 설립된 대한민국 문화체육관광부 소관의 사단법인이다. 사무실은 서울특별시 송파구 오륜동 88 올림픽회관에 있다.

## 주요 사업
- 탁구 국내외 경기의 개최 및 참가
- 탁구 경기기술의 연구 및 향상
- 탁구경기에 관한 선전 및 계몽